# Finala Ligii Campionilor 2000
Finala Ligii Campionilor 2000 a fost un meci de fotbal jucat între două echipe spaniole, Real Madrid și Valencia.

## Meci

### Detalii
| Real Madrid                          | 3 – 0 | Valencia |
| ------------------------------------ | ----- | -------- |
| Morientes 39' McManaman 67' Raúl 75' |       |          |

| Real Madrid | Valencia |

| REAL MADRID: |    |                      |     |     |
| |    |                      |     |     |
| GK | 27 | Iker Casillas        |     |     |
| SW | 15 | Iván Helguera        |     |     |
| CB | 18 | Aitor Karanka        |     |     |
| CB | 12 | Iván Campo           |     |     |
| RWB | 2  | Michel Salgado       | 36' | 84' |
| LWB | 3  | Roberto Carlos       | 58' |     |
| CM | 8  | Steve McManaman      |     |     |
| CM | 6  | Fernando Redondo (c) |     |     |
| AM | 7  | Raúl                 |     |     |
| CF | 9  | Fernando Morientes   |     | 71' |
| CF | 19 | Nicolas Anelka       |     | 79' |
| Rezerve: |    |                      |     |     |
| GK | 1  | Bodo Illgner         |     |     |
| DF | 4  | Fernando Hierro      |     | 84' |
| DF | 5  | Manuel Sanchís       |     | 79' |
| MF | 11 | Sávio                |     | 71' |
| MF | 21 | Geremi               |     |     |
| MF | 22 | Christian Karembeu   |     |     |
| FW | 20 | Elvir Baljić         |     |     |
| Antrenor: |    |                      |     |     |
| Vicente del Bosque Omul meciului: Steve McManaman (Real Madrid) Arbitrii asistenți: Gennaro Mazzei Piergiuseppe Farneti Patrule oficial: Domenico Messina |    |                      |     |     |

| VALENCIA:    |    |                     |     |     |
|              |    |                     |     |     |
| GK           | 1  | Santiago Cañizares  | 62' |     |
| RB           | 20 | Jocelyn Angloma     |     |     |
| CB           | 5  | Miroslav Đukić      |     |     |
| CB           | 2  | Mauricio Pellegrino | 92' |     |
| LB           | 31 | Gerardo             | 37' | 68' |
| DM           | 8  | Javier Farinós      | 82' |     |
| RM           | 6  | Gaizka Mendieta (c) |     |     |
| LM           | 18 | Kily González       |     |     |
| AM           | 14 | Gerard              |     |     |
| CF           | 10 | Miguel Ángel Angulo |     |     |
| CF           | 7  | Claudio López       |     |     |
| Rezerve:     |    |                     |     |     |
| GK           | 13 | Jorge Bartual       |     |     |
| DF           | 3  | Alain Roche         |     |     |
| MF           | 23 | David Albelda       |     |     |
| MF           | 9  | Óscar García        |     |     |
| MF           | 21 | Luis Milla          |     |     |
| FW           | 11 | Adrian Ilie         |     | 68' |
| FW           | 17 | Juan Sánchez        |     |     |
| Antrenor:    |    |                     |     |     |
| Héctor Cúper |    |                     |     |     |

### Statisticile meciului
|                    | Real Madrid | Valencia |
| ------------------ | ----------- | -------- |
| Goluri marcate     | 3           | 0        |
| Lovituri           | 14          | 6        |
| Lovituri pe poartă | 11          | 1        |
| Posesia mingii     | 53%         | 47%      |
| Cornere            | 8           | 10       |
| Fault-uri comise   | 9           | 20       |
| Offside-uri        | 1           | 1        |
| Cartonașe galbene  | 2           | 4        |
| Cartonașe roșii    | 0           | 0        |

Sursă: UEFA Champions League Final 2000 Full-Time Report Arhivat în 4 martie 2016, la Wayback Machine.